# Conz
Pour les articles homonymes, voir Van Cauwenberghe.
Constantijn Van Cauwenberghe dit Conz, né le 23 janvier 1977 à Uccle (province de Brabant, actuellement région de Bruxelles-Capitale), 
est un dessinateur de presse, illustrateur et auteur de bande dessinée belge néerlandophone. Il fait partie de la nouvelle vague des romanciers graphiques flamands apparue au début des années 2000.

## Biographie

### Jeunesse
Constantijn Van Cauwenberghe naît le 23 janvier 1977 à Uccle, une commune bruxelloise.
Il est le fils de Johan Van Cauwenberghe (nl), un animateur de radio flamand bien connu, poète et graphiste. Il compte parmi ses influences graphiques Chester Brown, Daniel Clowes, Hergé, Edgar P. Jacobs, Alan Moore, Morris, Jef Nys et la version de Frank Miller de Batman. Il étudie à l'Institut Saint-Luc de Bruxelles, où il obtient un diplôme en animation et graphisme, avec une spécialisation en bande dessinée. Il a pour professeurs Pascal Lefèvre et Nix.

### Début de carrière
En 2000, il publie un court récit de bande dessinée dans le magazine Demo autour d'une équipe de basket-ball d'un lycée. En novembre de la même année, l'un de ses professeurs, Johan Stuyck, publie Ink, un magazine trimestriel dans lequel les jeunes talents peuvent publier des travaux. À l'origine, la plupart des contributions de Conz sont des parodies d'autres séries de bandes dessinées. Finalement, il commence à créer des œuvres plus originales, encouragé par Jan Bucquoy. La plupart de ces bandes dessinées sont de nature autobiographique.

### Toen ik nog Baas van de Wereld was
Sa bande dessinée Toen ik nog Baas van de Wereld was [« Quand j’était encore patron du monde »], publiée chez Oogachtend en 2004, est un recueil de cinq courts récits semi-autobiographiques sur son enfance à Louvain. Ils font tous l'objet d'une prépublication dans Ink, à l'exception du dernier récit. Le fil conducteur de tous les contes est que Conz et son meilleur ami Martin sont souvent pris dans leur imagination, passant à côté de ce qui se passe réellement autour d'eux. La grand-mère de Conz, par exemple, est en mauvaise santé. Et tandis que Conz et Martin aiment jouer aux chevaliers médiévaux, leur amitié prend fin lorsque Martin et une fille du voisinage tombent amoureux. Conz déclare que la plupart des histoires du début sont basées sur des événements réels, tandis que les récits ultérieurs sont pour la plupart imaginaires. Il confirme qu'il a déjà laissé tomber son pantalon dans le parc de la ville. Cet album lui vaut d'être récipiendaire du prix "meilleur espoir" du festival de Turnhout avec son album Toen ik nog Baas van de Wereld was en 2005,.
Cette même année, il répond à l'appel de l'armée belge et participe au collectif BDéfense ! vendu au profit d'œuvres caricatives.

### Quelque part les étoiles
Il enchaîne avec trois romans graphiques Ringo (2005), Martha (2006) et Hanne (2007), publiés aux éditions Oogachtend et forment la trilogie De Tweede Kus, traduite en français par Quelque part les étoiles publié en one shot aux éditions Même Pas Mal en 2011,,. Une histoire touchante et émouvante sur la jeunesse, les relations et les rêves brisés, qui a établi la réputation de l'auteur d'un grand conteur. Conz se joue de la temporalité et mêle le temps présent aux flashbacks et de prolepses, il raconte l'histoire du jeune Ringo, qui se rend en Australie pour fuir ses démons et retrouver Hanne, son amour d'enfance.

### Dessinateur officiel
En 2006, Conz est l'artiste officiel de la ville de Turnhout, année pendant laquelle il réalise la bande dessinée humoristique De Slag om Turnhout (2006). L'ouvrage est essentiellement centré sur une promenade dans la ville brumeuse , est publié dans une édition limitée par Strip Turnhout (nl). En 2007, il participe à une œuvre collective aux côtés de 80 artistes européens à Zeebruges. Elle est composée de graffitis sur le thème de la mer dont les panneaux sont vendus au profit du WWF.
En 2009, il fait partie des auteurs représentatifs de la nouvelle bande dessinée flamande qui est invitée d'honneur au Festival international de la bande dessinée d'Angoulême en 2009.

### Bande dessinée jeunesse
En 2009, Lannoo publie la bande dessinée Wat zie je in de zee ? « [Qu'est-ce que je fais à la mer ?] », une bande dessinée humoristique sur diverses créatures marines, destinée aux tout-petits.

### Années 2010
En 2010, Conz est l'un des nombreux artistes qui apporte une contribution graphique au livre Jommekes Bij De Vleet, qui rend hommage au créateur de Gil et Jo, Jef Nys. En 2020, Conz contribue sa version de l'épisode De Haaienrots de Jommeke à la série dérivée Jomme. Les volumes précédents de cette série sont des réinterprétations des histoires classiques de Jommeke par Griffo et Steven Dupré.
En juin 2011, avec Ever Meulen, Kim Duchateau, Gert Dooreman, Jan Van Der Veken et Marec, entre autres, il est invité à exposer ses peintures à l'exposition Une journée à la mer au centre culturel de Bredene sous le commissariat de son concitoyen Herr Seele. La même année, il est sélectionné pour le projet de roman graphique Bruss. Brussels in shorts qui réunit dix auteurs internationaux (Oogachtend, 2013). Il contribue à ce collectif aux côtés de Paula Bulling, Elric Dufau, Karrie Fransman, William Goldsmith, Eva Hilhorst, Tomáš Kučerovský, Maman Salissou Oumarou, Wauter Mannaert, Antonio Segura Donat, Carlos Segura Donat, Stedho et Frederik Van den Stock. Leurs travaux font l'objet d'une exposition collective avec l'aide Commission de la Communauté flamande tenue au Centre belge de la bande dessinée la même année.
À l'occasion du 60e anniversaire de Gaston Lagaffe, il rend également hommage au personnage d'André Franquin dans l'album collectif Gefeliciflaterd ! publié aux éditions Dupuis en 2017.
En 2018, il écrit le scénario de Boomerang pour le dessinateur Steven Dupré, les auteurs apportent un hommage unique à l'univers de Bob et Bobette. L'histoire se déroule dans un univers futuriste alternatif où Théophile Boomerang — le vendeur d'aspirateur de Willy Vandersteen — contrôle le monde comme un Big Brother commercial. Seuls Bob, Bobette, Sidonie, Lambique et Jérôme sont à même d'arrêter ce méchant sans scrupules. En 2020, il rend une nouvelle fois hommage à Jef Nys dans l'album De Haaienrots.

### Autres activités
Conz combine ses bandes dessinées avec la réalisation d'illustrations pour des livres et des magazines. Parmi ses clients figurent De Standaard, Ikea, Klara et Honda Motors. Il est un dessinateur de presse régulier pour Aarschot Actueel, Leuven Actueel, Tienen Actueel, et Stora, faisant des gags sur l'actualité. Conz travaille comme professeur à temps partiel au département d'animation d'une école supérieure de Malines. Il réalise également régulièrement des illustrations pour le magasin de bandes dessinées Gobelijn à Louvain, notamment leur logo actuel : un petit démon au nez pointu lisant une bande dessinée. Parmi le grand public, Conz a acquis une certaine renommée médiatique après avoir été l'invité de l'émission de télévision populaire L'Homme le plus intelligent du monde (nl) diffusée sur Eén en 2006. Depuis le 13 mars 2015, il tient également son propre blog.

### Vie privée
Il vit à Ostende en 2020.

## Œuvres

### Albums de bande dessinée
- Quelque part les étoiles[5],[6],[16],[17],[18], Même Pas Mal, Marseille, 13 octobre 2011
Scénario et dessin : Conz - Couleurs : noir et blanc -  (ISBN 9782918645122)

Bob et Bobette - Hommage
- 1. Boomerang[19],[14], Standaard Uitgeverij, Anvers, 7 novembre 2018
Scénario : Conz - Dessin : Steven Dupré - Couleurs : Roberto Burgazzoli -  (ISBN 9789002026492)

### Collectifs
- BDéfense ![4], Forces armées belges, Bruxelles, décembre 2005
Scénario : collectif - Dessin : collectif dont Conz - Couleurs : quadrichromie -  (ISBN 90-7517-204-4)

### Catalogues d'exposition
- Ceci n'est pas la BD Flamande[20] - La Flandre invitée d'honneur au Festival international de la bande dessinée d'Angoulême, Fonds flamand des lettres, Berchem, 2009
Scénario : Benoît Mouchart, Gert Meesters - Dessin : collectif - Couleurs : quadrichromie,Artistes : Serge Baeken, Randall Casaer, Constantijn Van Cauwenberge, Luc Cromheecke, Reinhart Croon, Steven Dhondt, Kim Duchateau, Brecht Evens, Stijn Gisquière, Inge Heremans, Jeroen Janssen, Philip Paquet, Gerolf Van de Perre, Pieter De Poortere, Olivier Schrauwen, Kristof Spaey, Simon Spruyt, Judith Vanistendael, Marnix Verduyn, Maarten Vande Wiele. (OCLC 901248335)

### Expositions

#### Expositions collectives
- Ceci n'est pas la BD flamande[8], Festival d'Angoulême 2009 ;
- Ceci n'est pas la BD flamande[21], Louvain du 13 février au 15 avril 2009 ;
- Une journée à la mer[9], centre culturel de Bredene de juin 2011 au 31 juillet 2011 ;
- Brussels in shorts, Centre belge de la bande dessinée, Bruxelles, du 6 février 2013 au 24 mars 2013[12].

## Prix et récompenses
- 2005 :  prix débutant également connu sous le nom De Blikken Biebel décerné au meilleur débutant flamand de cette année par le festival Strip Turnhout (nl) pour Toen ik nog baas van de wereld was[1],[3].

#### Livres
: document utilisé comme source pour la rédaction de cet article.
- Pascal Lefèvre et Patrick Van Gompel, La Nouvelle BD flamande, Berchem, Fonds flamand des lettres, 2003, 56 p., ill. ; 17 cm (OCLC 902348799, présentation en ligne).
- Philippe Mellot, Michel Denni, Laurent Turpin et Isabelle Morzadec, Trésors de la bande dessinée : BDM 2023-2024 - Catalogue encyclopédique et Argus, Paris, Les Arènes, novembre 2022, 23e éd., 1677 p., ill. ; 23 cm (ISBN 9791037507280, OCLC 1351462460, présentation en ligne), p. 191, 1040. .

#### Articles
- (nl) « Conz Striptekenaar », De Standaard,‎ 17 juillet 2008 (lire en ligne , consulté le 27 août 2023).